# اتحاد بالوحي السياسي
اتحاد بالوحي السياسي حزب سياسي في كينيا.

## التاريخ
تأسس الحزب في يوليو 1960. رشح مرشحًا واحدًا، موسى أمالمبا في شمال نيانزا، للانتخابات العامة لعام 1961. حصل الحزب على 3.3٪ من الأصوات الوطنية وانتخب أماليمبا. في انتخابات عام 1963، خفضت حصته في التصويت إلى 0.8٪، مما أدى إلى فقدانه لمقعده.
مع بدء عملية تحول كينيا إلى دولة ذات حزب واحد، الغي تسجيل الحزب في مارس 1965.